# Homoki szalmagyopár
A homoki szalmagyopár (Helichrysum arenarium) az őszirózsafélék családjába tartozó növényfaj. Az egyetlen szalmagyopárfaj, amely őshonos a közép-európai flórában – így Magyarországon is. Egyéb nevei: sárga szalmavirág, szalmagyopár, sárgagyopár, homoki szalmavirág.

## Élőhelye
Magyarországon többek közt a Gödöllői-dombság, valamint a Kisalföld területén él.

## Jellemzői
A 20–50 cm magas évelő növény vastag, fehér gyapjas-mohos levelei szórt állásúak. Fészekvirágzatai majdnem gömbölyűek, sátorozó tömött fürtöt alkotnak. Virágai aranysárgák, kaszattermésének felülete finoman szemcsézett. Magyarországon védett növény.

## Gyógyhatása
A homoki szalmagyopár az arenolnak, az izoarenolnak és az arenarinkomplexeknek köszönhetően mikroba- és gombaellenes hatású, a kempferol és a naringenin pedig segíti az epe elválasztását, a gyomor és a hasnyálmirigy szekrécióját. A kvercetin növelheti a máj méregtelenítő működését. Görcsoldó hatása is ismert.

## Felhasználása
A homoki szalmagyopárt az epeelválasztás zavarai esetén alkalmazzák. Görcsoldó hatásának köszönhetően ajánlott emésztési panaszok enyhítésére, így például epe- és bélgörcsök, bélrenyheség esetén. Gyulladás- és fertőzésgátló tulajdonsága miatt a kozmetikában is alkalmazzák. Különböző keverékekben a nem fájdalmas sebek gyógyulását és a sebhegesedést is elősegíti.
Bár mindmáig veszélytelennek ismerik, alkalmazása nem ajánlott epehólyag-kövesség vagy az epeút elzáródása esetén. Ilyenkor a kezelés előtt forduljon orvoshoz!